# 아르센 뤼팽 대 헐록 숌즈

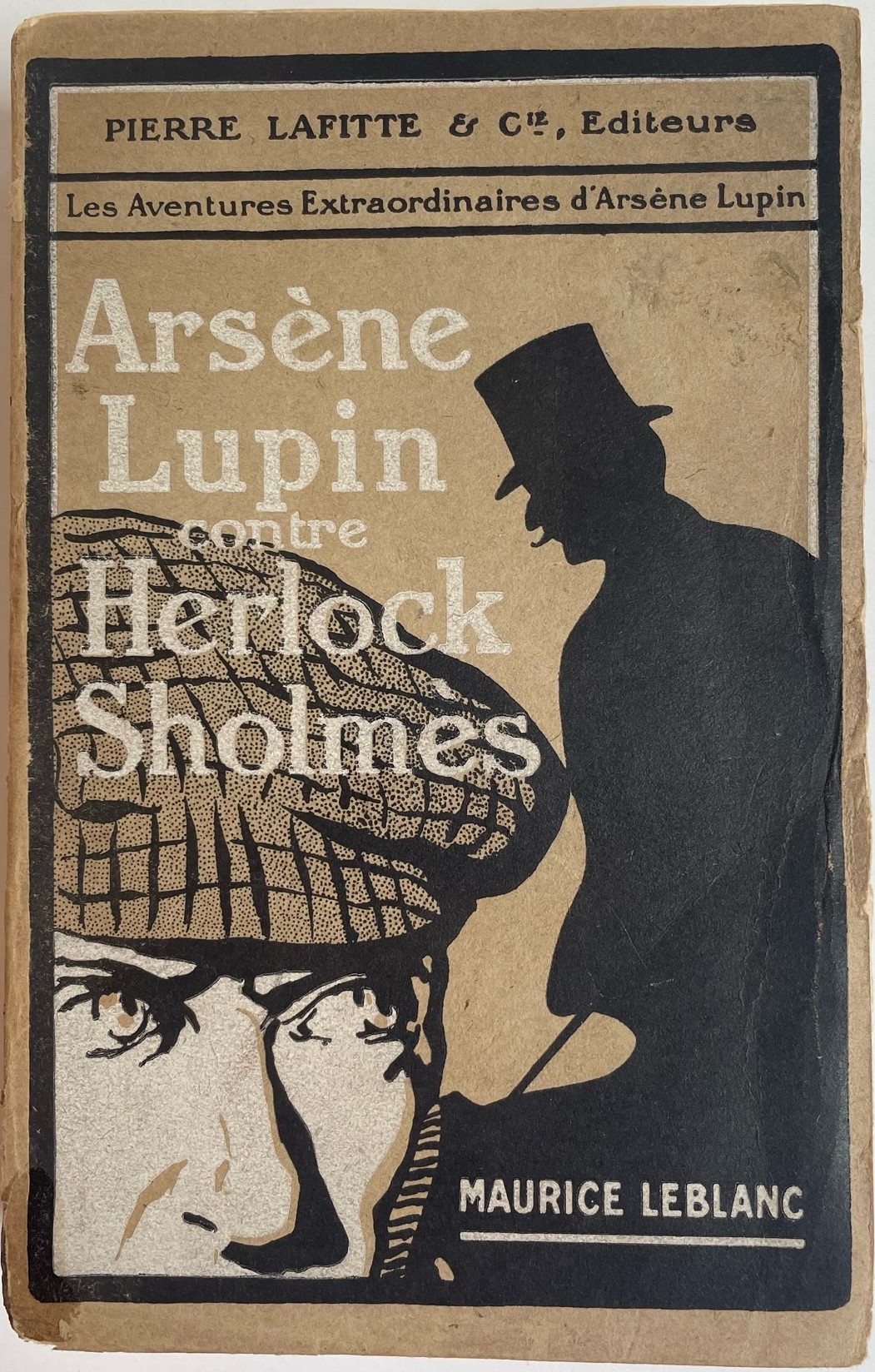

아르센 뤼팽 대 헐록 숌즈(프랑스어: Arsène Lupin contre Herlock Sholmès)는 모리스 르블랑의 아르센 뤼팽의 소설 시리즈이다. 셜록 홈즈의 팬인 아르센 뤼팽의 작가 모리스 르블랑은 셜록 홈즈 셜의 'ㅅ'과 홈의 'ㅎ'의 위치를 바꿔, 패러디한 탐정 캐릭터이다.

## 작품
1. 헐록 숌즈 한발 늦다 (단편)
2. 아르센 뤼팽 대 헐록 숌즈 (1908년, 두개의 에피소드) Arsène Lupin contre Herlock Sholmès
3. 유대 등잔 (단편)
4. 기암성 (1909년) L'Aiguille creuse
5. 813 (1910년) 813